# باريبا
بنك باريس والأراضي المنخفضة (بالفرنسية: Banque de Paris et des Pays-Bas S.A وParibas بعد 1982) كان مصرفا استثماريا فرنسيا مقره في باريس، واندمج مع شركة بنك باريس الوطني المساهَمة لتكوين بي إن پي پاريبا.

## تاريخ

### خلفية
في أوائل القرن 1820، أنشأ لوي-رفايل بيشوفشايم (Louis-Raphaël Bischoffsheim) مصرفا بنكيا خاصا بأمستردام تحت اسمه. أنشأ أخوه جوناثان رفايل بيشوفشايم (Jonathan-Raphaël Bischoffsheim
) فرعا بأنتويرب في 1827 قبل الاستقرار في بروكسل عام 1836. ولوي-رفايل بيشوفشايم قد تجوز من هنريات گولدشمدت، ابنة المصرفي الفرانكفورتي حايم-سليمان گولدشمدت، فأنشأ بنك بيشوفشايم وگولدشمدت وشركاء (Bischoffsheim, Goldschmidt & Cie) في باريس عام 1846، ثم في لندن عام 1860. في 1863، دمج هذين البنكين مع بنك الأراضي المنخفض للقرض والإيداع (Banque de Crédit et de Dépôt des Pays-Bas)، الذي أنشأه في أمستردام: وهكذا أسس آل بيشوفشايم تكتلا بنكيا متعدد الجنسيات.
وبصورة منفصلة، أنشأت مجموعة من المصرفيين والمستثمرين تور وباريس وبروكسال وكوبنهاغن بنك باريس (Banque de Paris)، ومقره قرب الأوبرا في 3 شارع أنتان في باريس.

### تكوين پاريبا بدمج
اندمج البنكان، بنك باريس وبنك الأراضي المنخفضة للقرض والإيداع، 27 يناير 1872 لتكوين بنك باريس والأراضي المنخفضة (Banque de Paris et des Pays-Bas أي Paribas).
خلال عامه الأول من الوجود، تحالف البنك الجديد مع الصرف الليوني ترؤسا للاتحاد المالي لتعويم ثلث قرض تعويض مبلغه 3 ملايين فرنك للحكومة الفرنسية إثر الحرب الفرنسية البروسية. أغلبية الأموال المجمعة من طرف پاريبا جاءت من وكالته في بروكسال بفضل علاقات وثيقة مرسخة مع مصرفيين ألمانيين معينين.

### الإنماء عن طريق أزمات مالية دولية (من 1888 إلى 1913)

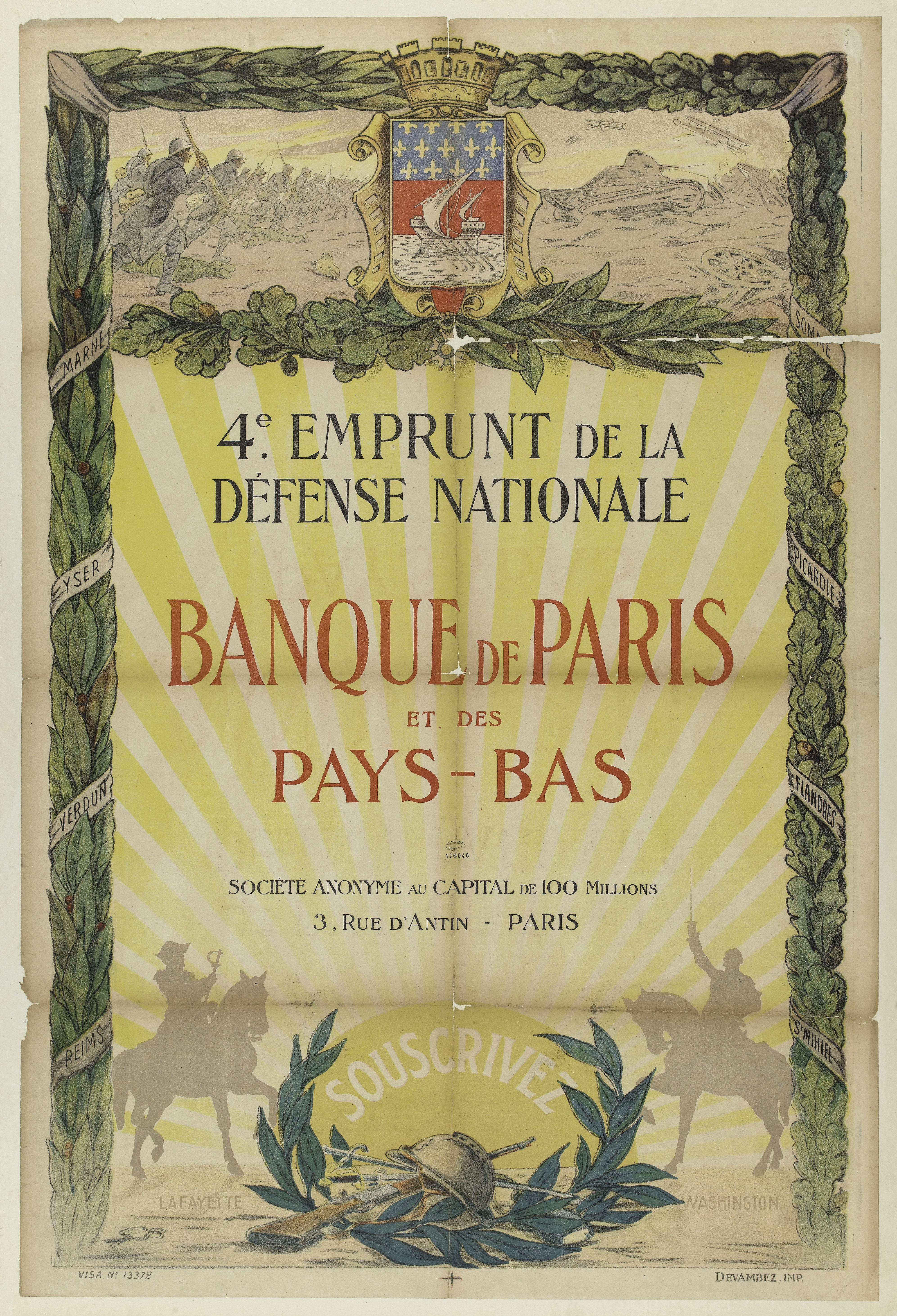
Banque de Paris et des Pays-Bas issued war bond from 1918

بين 1888 و1913، قاد أو شارك پاريبا في منح الأسناد السيادية، وفيمنح الأسهم أو الأسناد السيادية لشركات خاصة فرنسية وأجنبية. أبرز هذه كانت:
- القروض الحكومية لفرنسا والبلجيك وإمبراطوريتيهما الاستعماريتين
- منح القروض العامة في فرنسا أو الإمبراطورية الروسية من 1888 فصاعدا
- منح القروض لدول البلقان (عامة بالتعامل مع بنوك ألمانية) ودول إسكنديناوة والمغرب
- منح القروض في أميركا اللاتينية (كثيرا بالتعامل مع بنوك بريطانية مثل بنك بارنگز) من 1880 إلى 1910

### استعمار
كان پاريبا يرأس مجموعة البنوك التي ساهمت في تأسيس الشركة المغربية العامة وهي شركة استعمارية فرنسية مستغلة في حقول السكك الحديدية (شركة السكك الحديدية في المغرب والشركة الفرنسية الإسبانية للسكة الحديدية بين طنجة وفاس) والمياه والغاز والكهرباء (بعد الاندماج مع الشركة الليونية للمياه).

### الحرب العالمية الأولى والكساد الكبير
خلال الحرب العالمية الأولى ساعد پاريبا الحكومة الفرنسية في تجميع الأموال بقروض حرب، «قروض للدفاع الوطني» (Bons de la Défense Nationale)، وشارك في تفاوضات لفتح حسابات ائتمانية للخزانة الفرنسية في إسبانيا وهولندا وسويسرا والسويد. ساهم أيضا في جمع الأموال لصناعة الأسلحة (الشركة الوطنية للمواد التلوينية والمنتجات الكميوية، Compagnie Nationale de Matières Colorantes et de Produits Chimiques).
أدى آثار التضخم خلال عشرينات القرن التاسع عشر، بالإضافة إلى جهود إعادة الإعمار وتحركات نحو توسيع نشاطات البنك تحت قيادة أوغاس فينالي (رئيس البنك من 1919 إلى 1937)، إلى تزايد في رأسمال البنك والمزيز من الاستثمارات في الأمور الصناعية والمرافق العامة.

### الحرب العالمية الثانية
تآكلت الحرب العالمية الثانية في رأسماله والبنك انقطعت علاقاته بفروعه وشركائه في الدول المتحالفة. فقد البنك جزءا من أصوله الأجنبية في أوروبا الوسطى والنرويج. مع ذلك، ساهم في تطوير البراءات الصناعية لمنتجات مثل أنواع الوقود البديل والمواد المنتجة للغاز والصخر الزيتي.

### بعد الحرب العالمية الثانية
تعريف پاريبا كبنك مصرفي تجاري سمح له بتجنب التأميم في 1945، واستفاد استفادة كاملة من تشريع 2 ديسمبر 1945 و17 مايو 1946، الذي صدق على حالة «بنك يؤدي خدمة كاملة.» فكان پاريبا مستعدا لتطوير نشطاته في المصرفية التجارية لشركات فرنسية ثم شركات حول العالم بحرية.
من ستينات القرن العشرين إلى الثمنينات، أنشأ پاريبا بنكا استثماريا في نيويورك، ووسّعه لشبكة بنكية دولية ذات مكاتب في دول عديدة وبدأ خدمة لإدارة الأصول لزبائن خاصة ومؤسسية. كان كلود دا كامولايريا مديرا مهما في البنك في هذه الفترة، ويوجه البنك نشطاته نحو الأعمال ويشارك في تطوير وإعادة هيكلة الصناعة الفرنسية، بأسماء مثل بُل وسي إس إف وطومسون.
أممت البنك حكومة بيار موروا في 1982 إبان رئاسة فرنسوا ميتران كجزء من تشريعة تؤمم الشركات الصناعية الرئيسية الخمس واثنين وثلثين بنكا مسجلا وشركتين ماليتين، شركة سواز وپاريبا. أعادت حكومة جاك شيراك
خصخصته يناير 1987.
في 1998، پاريبا احتاز البنك الفرنسي الشركة البنكية  Compagnie Bancaire; والشركة المندمجة سميت شركة پاريبا المالية.

### اندماج مع بنك باريس الوطني
في 1999، تصارعت بنك باريس الوطين وسوسيتيه جنرال في معركة معقدة في سوق البورصة. قدم سوسيتيه جنرال العطاءات للحصول على پاريبا، بينما قدم بنك باريس الوطني العطاءات للحصول على سوسيتيه جنرال وقدم كذلك عرضا مضادا للحصول على پاريبا في الوقت نفسه. فشل تقديم بنك باريس الوطني للحصول على سوسيتيه جنرال، بينما نجح تقديمه للحصول على پاريبا، ما أدى إلى اندماج بنك باريس الوطني وپاريبا في العام التالي يوم 22 مايو 2000.

## خلافات

### تمويل النفط المسبق
تاريخيا، كان پاريبا ناشطا بصورة مباشرة في تمويل أسواق النقط وكانت له علاقات راسخة مع ستاندرد أويل. هذا من أسباب اختيار پاريبا لاتفاقية التمويل في برنامج النفط مقابل الغذاء في العراق. تقنية تمويل النفط المسبق يتكون من قروض معتمدة على عائدات نقط مستقبلية. طورها مارك ريتش في السبعينات ومكتبه گلانكور لسمسرة السلع الأساسية. عرّفتها الأمم المتحدة والبنك الدولي بأنها مسبب في إفقار الدول المنتجة للنفط وبأنها من أبرز الظواهر التي يتصف بها كليبتوقراطية.

### پاريبا لوكسمبورغ
كان پاريبا لوكسمبورغ مرتبطا ربطا وثيقا برجل الأعمال العراقي المثير للجدل نظمي أوجي. تعود الربط إلى بنك لوكسمبورغ القاري مشتركة الإدارة في السبعينات. في مطلع سنة 1990، امتلك أوجي أكثرية أسهم پاريبا حيث بلغ نصيبه 12 في المائة خلال شركته منظمة البحر المتوسط العامة. لعب دورا في تورط پاريبا في برنامج النفط مقابل الغذاء في العراق الذي صدق عليه صدام حسين والأمم المتحدة. لعب دورا أساسيا كذلك في اندماج بنك باريس الوطني وپاريبا.